# Alaranea ardua
Espèce
Alaranea ardua est une espèce d'araignées aranéomorphes de la famille des Cyatholipidae.

## Distribution
Cette espèce est endémique de la région de Sava à Madagascar,. Elle se rencontre dans le parc national de Marojejy.

## Description
Le mâle holotype mesure 2,79 mm et la femelle paratype 2,74 mm.

## Publication originale
- Griswold, 1997 : The spider family Cyatholipidae in Madagascar (Araneae, Araneoidea). The Journal of Arachnology, vol. 25, p. 53-83 (texte intégral).